# Histoire des Juifs à Modène
La communauté juive de Modène est l’une des vingt-et-une communautés juives italiennes réunies au sein de l'Union des communautés juives italiennes (UCEI).

## Histoire

### Du Moyen Âge au Risorgimento
La présence des juifs à Modène est attestée depuis le XIVe siècle.
Par des actes notariés du 26 janvier 1368, il résulte que deux citoyens de Modène vendent au Juif Leone de feu Sabbatuccio de Monestanto, résident à Modène, un jardin destiné à devenir un cimetière pour un Juif nommé Mosè, ses héritiers et sa famille. Un décret du marquis Niccolò II d'Este du 15 novembre 1366, concède à Mosè la possibilité de vendre ou d'acheter des terres ou d'exploiter un « terrain à cimetière », d'où la déduction de l'existence d'une présence juive à Modène à la fin du XIVe siècle.
La présence juive à Modène a beaucoup augmenté pendant la XVe siècle, car il existe plus de 500 actes notariés sur les Juifs de Modène. Les Juifs s'installent pour exercer le métier de prêteur sur gage avec l'autorisation des Este. Le premier à être autorisé le 1er janvier 1393 par le marquis Alberto d'Este est Guglielmo de feu Masetto de Fermo, qui vit à Modène, Salomone di Mattasia de Pérouse qui vit à Bologne, les héritiers de feu Masetto de Leuciis de Pérouse qui vivent à Bologne, les héritiers de feu Salomone di Elia qui habitent à Rimini, des banquiers qui veulent créer de nouvelles places pour gérer leurs affaires.
En 1451 Borso d'Este, qui emploie souvent le service des Juifs, obtient du pape Nicolas V, une bulle qui autorise les Juifs de résider dans ses États.
En 1492 le duc Hercule 1er d'Este offre l'asile dans ses États aux Juifs expulsés d'Espagne, en provenance de Gênes. En 1548 une colonie de Juifs provenant du Portugal s'établit à Modène.
Le nombre de Juifs augmente avec le transfert de la capitale de la famille d'Este de Ferrare à Modène après la restitution de Ferrare au pape. Beaucoup de juifs de Ferrare suivent César d'Este à Modène en 1598, ce qui porte le nombre de Juifs de Modène à 5 000 personnes.
Certains juifs d'origine allemande (Ashkénazes) arrivent à Modène depuis Finale Emilia, le port principal des Este sur la Pô. Donato Donati de Finale Emilia, au cours d'une famine, est autorisé par le duc César d'Este, par une proclamation du 15 juillet 1621, à introduire dans les États la semence du blé noir, plus résistant à la sècheresse.

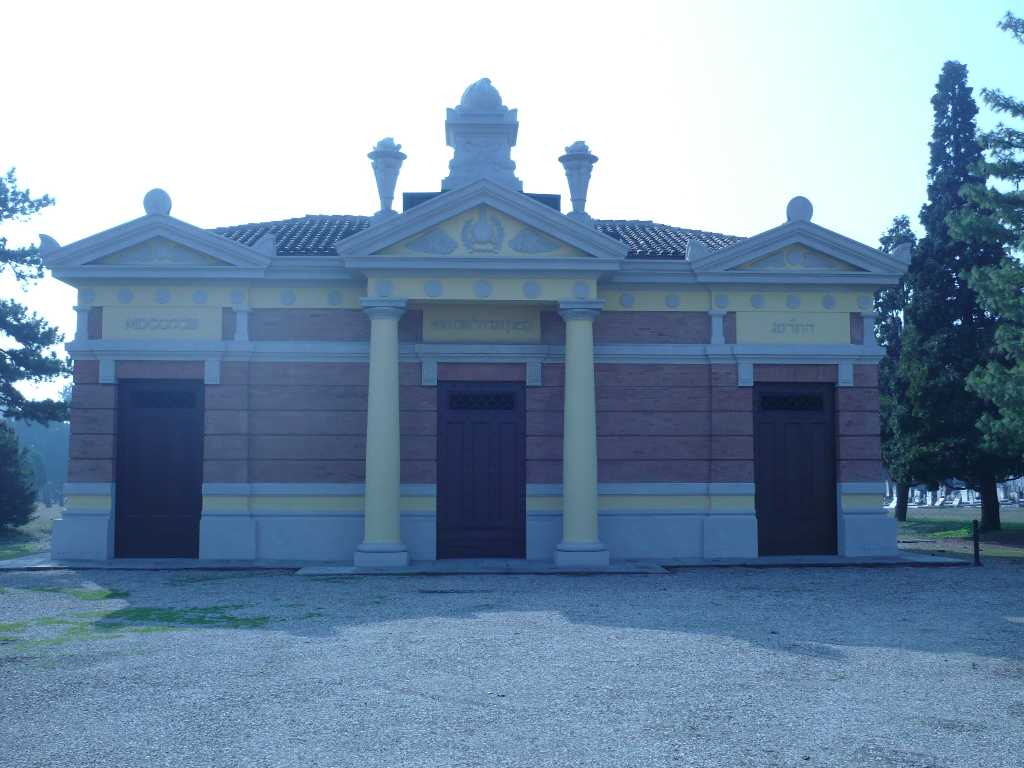
Cimetière juif de Modène à San Cataldo (1903)

En 1631 les Juifs sont autorisés à acheter des terrains entre la via Pelusia et la via Emilia afin de construire leur cimetière et remplacer ainsi celui qui s'étendait sur le côté oriental de la place Boschetti et de la via Caduti di Guerra. Le cimetière par de la via Pelusia, agrandi en 1808 et 1872, est utilisé jusqu'en 1903, puis il est remplacé par un espace dans le cimetière de San Cataldo, et il est supprimé en 1947 après le transfert des tombes dans le nouveau cimetière.
En 1638 les Juifs sont regroupés dans le ghetto du duc François Ier d'Este, et déjà en 1617, les conservateurs de la ville avaient fait une demande dans ce sens. Le ghetto était délimité par la via Emilia et par les actuelles via Blasia, Coltellini et Fonteraso. Il comprenait l'actuelle Piazza Mazzini réalisée après la démolition du ghetto en 1904-1905. Aux extrémités des deux rues qui donnaient sur la via Emilia, deux portes fermaient le ghetto du coucher du soleil à l'aube, l'isolant du reste de la ville. Les maisons, en raison de l'étroitesse du quartier, étaient à cinq à six étages. Les rues étroites comprenaient des arcades sur lesquelles s'ouvraient des petites boutiques.
Les Juifs de Modène et des autres territoires du duché, grâce à leurs compétences entrepreneuriales et les liens familiaux et commerciaux qu'ils ont avec l'orient et l'occident, créent des manufactures et des ateliers de soierie, d'argent et de diamants qui offrent du travail à beaucoup de gens. En 1700 les Sanguinetti, les Sacerdoti, les Norsa et les Usiglio possèdent toutes les filatures à eau de la ville. Dans le calendrier de la cour de 1770, Laudadio Formiggini et Moisè Beniamino Foà (1729-1821) sont désignés respectivement comme bijoutier et bibliothécaire ducal. Un grand nombre de simples ouvriers, de brocanteurs, de marchands et de petits détaillants franchissent chaque matin les portes du ghetto et vont exposer leurs produits sur les marchés de Piazzetta Torre et de la Piazza Grande. En 1772, les détaillants juifs de la Piazzetta Torre sont quatorze.
En 1771 le duc François III d'Este, dans le « code des lois et constitutions pour les États estenses » (Codice di leggi e costituzioni per gli Stati estensi), les autorise à exercer tous les arts tout en les maintenant dans le ghetto : les fenêtres doivent continuer à être munies de grilles et placées à une hauteur « entre sept et huit bras », les clefs des portes du ghetto doivent être détenues par des gardiens chrétiens.
En 1775 la population du ghetto est de 1 221 personnes, près de 30 % reçoit de l'aide pour leur pauvreté. Le duc consent cette même année qu'ils fréquentent les écoles publiques de l'université de Modène.
En 1796 les Français occupent Modène et le gouvernement estense est remplacé par un gouvernement provisoire, la Municipalità, qui donne aux Juifs les libertés civiles et la possibilité de faire partie de la garde civique. Les familles juives, dirigées par des hommes tels que Moisè et Salomone Formiggini, Moisè Sanguinetti, Emanuele Sacerdoti prennent part à la vie de la société civile et soutiennent le nouveau gouvernement de Modène et la République cisalpine, occupant d'importantes charges politiques.
En 1807 le rabbin de Modène Laudadio Sacerdoti répond aux questions posées par Napoléon aux dignitaires juifs et aux rabbins convoqués à Paris à un sanhédrin qui devait se prononcer sur les lois qui devaient s'appliquer aux Juifs. Trop vieux pour aller au sanhédrin, le rabbin Bonaventura Modena et les notables Moisè Formiggini et Beniamino Usiglio y participent.
Avec la chute de Napoléon et le retour des Este, François IV d'Este restaure le ghetto et interdit aux Juifs de faire partie des conseils municipaux. Certains juifs (Israel Latis, Benedetto Sanguinetti et Forunato Urbino) participent au risorgimento, en particulier Benedetto Sanguinetti et Angelo Usiglio qui font le sacrifice de leur vie lors des mouvements insurrectionnels, respectivement, en 1821 et lors de la conspiration du Ciro Menotti en 1831.
Le dictateur Biagio Nardi en 1831 rétablit les droits civils des Juifs et le droit de posséder des biens immobiliers hors du ghetto, mais les lois antérieures sont restaurées avec le retour de François IV le 9 mars 1831. En 1841 dans le ghetto, il y a neuf synagogues ou des écoles de divers rites.
Lors de la révolution de 1848, les Juifs sont de nouveau considérés comme égaux aux autres, mais en 1851 le duc François V d'Este rétablit le code de 1771 et exempt les Juifs du service militaire, les obligeant à payer une redevance pour chaque jeune en âge d'effectuer son service.

### De l'émancipation à aujourd'hui
En 1859, la liberté est proclamée, la mairie abolit immédiatement toutes les lois spéciales concernant les Juifs et Luigi Carlo Farini, gouverneur de la province de Modène, fait publié la loi sarde du 19 juin 1848 qui donne les pleins droits civils aux citoyens des non-catholiques.
Les Juifs au nombre d'un millier peuvent quitter le ghetto et exercer des professions libérales, travailler dans les écoles et dans l'administration publique, l'armée et les institutions culturelles et sociales de Modène. Ce sont les années de la soi-disant « âge de l'émancipation », au cours de laquelle les familles juives de Modène concilient l'absolue fidélité à la nation italienne et le maintien de leur identité religieuse, la participation à la société civile et le droit à la diversité de culte.
Certains jeunes Juifs participent à la troisième guerre d'indépendance dans le Corps des volontaires italiens commandé par Giuseppe Garibaldi. Parmi ceux-ci Arnoldo Formiggini et  Angelo Donati qui combattent à Bezzecca à l'âge de 18 ans.
Entre 1869 et 1873 la nouvelle synagogue de Modène, dessinée par l'ingénieur Ludovico Maglietta (1829-1890), est construite sur décision, en 1861, du comité juif.
En 1893, le conseil municipal approuve la réorganisation urbaine de la ville qui prévoit, entre autres, la destruction du maisons entre via Blasia et via Coltellini, une partie de l'ancien ghetto est considérée comme l'une des zones insalubres de la ville.
Le démolition intervient en 1903 et donne naissance à l'actuelle Piazza Mazzini. La porte de la via Coltellini est abattue et les façades des maisons donnant sur la place sont restaurées et embellies. Soixante familles sont expulsés. Des synagogues, des lieux de fraternité, l'école Sanguinetti, des centres d'étude et de prière datant parfois du XVIe siècle sont détruits ou fermés.
En 1894 le rabbin Giuseppe Cammeo cite dans son discours inaugural devant la synagogue, les noms de nombreux rabbins et d'enseignants du culte de Modène: Trabotti, Abramo Graziano, Leon da Modena, Lipsis, Bonaventura Modena, Castelbolognesi, David Zechut Modena, Sansone Teglio, Abramo e Mosè Sinigaglia, Moisè Ehenreich, Salomone Jona.
En 1901 le mensuel L’Idea sionista (sous-titré Rivista mensile del movimento sionista, fondé par Carlo Conigliani qui est professeur d'économie à l'université de Modène est publié à Modène. Sous sa présidence en octobre 1901, la seconde conférence du sionisme italien a lieu à Modène.
Durant la Première Guerre mondiale et jusqu'en 1938 les familles juives de Modène, Donati, Levi, Crema, Nacmani, Namias, Modena, Formiggini, Friedman, Usiglio, Teglio, Sacerdoti et les autres adhèrent pleinement aux valeurs du royaume d'Italie et les Juifs de Modène influencent profondément la culture et la société de Modène.
Au cours de même période, attirés par l'emploi, beaucoup de Juifs quittent Modène pour de plus grandes villes comme Milan. En 1927 Pio Donati, un avocat membre du Parti socialiste italien puis du Parti socialiste unifié décède à Bruxelles. Il avait été député au parlement de décembre 1919 à décembre 1923, s'opposant fermement au fascisme et il avait dû fuir Modène pour échapper aux persécutions, s'installant d'abord à Milan, puis Bruxelles. Ses violences le rendirent malade provoquant sa mort.
Une soixantaine de Juifs sont inscrits au Parti national fasciste, quatre Juifs participent à la marche sur Rome, parmi les victimes fascistes, on trouve Duillio Sinigaglia, tué à Modène par l'armée, le 26 septembre 1921, avec six autres fascistes.
Avec les lois raciales fascistes de 1938, les 267 Juifs recensés dans la ville subissent les discriminations scolaires, matrimoniales, professionnelles. Ils sont exclus des écoles, de l'enseignement, de l'armée, des administrations et des charges publiques. L'épisode le plus significatif de protestation contre les persécutions est le suicide de l'éditeur Angelo Fortunato Formiggini, qui s'est jeté de la tour Ghirlandina après avoir été contraint de liquider sa maison d'édition. D'autres Juifs doivent quitter l'Italie pour émigrer aux États-Unis parmi lesquels la famille du journaliste Arrigo Levi.
En 1942, grâce à l'avocat Gino Friedmann, 73 enfants juifs fuyant la Yougoslavie occupée par les nazis trouvent refuge dans la Villa Emma, à Nonantola, où un collège se met en place. Après le 8 septembre 1943 les enfants sont cachés pour éviter d'être déportés par les Allemands dans des habitations de Nonantola et à l'Institut salésien Saint-Joseph. En octobre de 1943, par petits groupes, Ils traversent la rivière Tresa pour fuir vers la Suisse. Seul un garçon de Sarajevo, hospitalisé dans un sanatorium des Apennins vers Modène, est déporté à Auschwitz.
Avec l'arrivée des Allemands, de nombreux Juifs de Modena doivent se cacher hors de la ville ou se réfugier en Suisse. Dans la seule famille Donati vingt-deux personnes trouvent refuge en Suisse. Ceux qui restent reçoivent l'aide de nombreuses personnes (prêtres, militant anti-fascistes, simples citoyens, mais aussi des fonctionnaires comme le chef de cabinet de la police). Le nombre de Juifs déportés vers les camps d'extermination s'élève à treize personnes, souvent arrêtées dans d'autres provinces
Le 4 mai 1945 la synagogue est rouverte, après avoir été fermée en 1944 sans être pillée. Le nombre de Juifs est passé de 474 personnes en 1931 à 185 en 1945. De nombreux Juifs ayant fui en Suisse ne revinrent pas à Modène après la guerre.
Les membres de la communauté de Modène sont actuellement[Quand ?] soixante.

## Les archives historiques et la bibliothèque de la communauté juive de Modène
Les archives historiques de la communauté juive de Modène conservent des documents qui vont de la création du ghetto à aujourd'hui, mais aussi des cartes du XVIe siècle. L'accès au public n'a été possible qu'en 2009 au rez-de-chaussée de la synagogue de Modène.
L'archive contient essentiellement des documents administratifs, on y trouve des actes d'état civil, des documents scolaires et de santé qui sont en bon état de conservation. Au fil des siècles, les documents n'ont pas été endommagés ou dispersés et ils ont été conservés dans des locaux adjacents à la synagogue quand celle-ci a été construite.
Après différents réaménagements, des fonds concernant les œuvres de bienfaisance administrées par la communauté ont été rassemblés, y compris ceux pour la formation des jeunes (école maternelle juive, institut juif d'enseignement, Legato di Vittorio Castelfranco) et ceux qui assuraient l'assistance aux nécessiteux (la compagnie juive de miséricorde pour femmes Sohed Kolim, la compagnie miséricorde pour les hommes, la compagnie Asmored Aboker, la Société Asmored Aboker, le légat Flaminio Nacmani, tous existants en 1941, et le Comité juif de bienfaisance).
Parmi les fonds on trouve la correspondance de l'association sioniste Conigliani, les fascicules du fonds Friedman relatifs à la Deuxième Guerre mondiale, et les documents relatifs à la gestion administrative de la Villa Emma.
Les archives de la communauté juive de Modène sont aussi une source importante des rapports de la communauté avec les communautés plus petites de la zone d'influence de la famille d'Este. Les fonds concernent  Carpi, ses archives sont conservées à Modène, ainsi que Finale Emilia et Reggio d'Émilie. On y trouve aussi des documents importants, datant du XIXe siècle, sur les « propriétaires juifs ». Ils sont utiles à la reconstruction des possessions territoriales, dans les petites villes et les campagnes, des membres de la communauté de Modène et de Reggio d'Émilie.
La bibliothèque comprend environ 2 500 volumes et revues presque tous en italien et pour une petite part en français, anglais et hébreu ainsi que deux éditions du XVIe siècle et plusieurs volumes du XVIIIe et du XIXe siècle. Elle constitue la mémoire de la vie religieuse, des intérêts culturels et du parcours de la communauté de Modène au XIXe et au XXe siècle.